# Pericallia magna
Pericallia magna là một loài bướm đêm thuộc phân họ Arctiinae, họ Erebidae.